# ポン＝デュ＝ナヴォワ
ポン＝デュ＝ナヴォワ （Pont-du-Navoy）は、フランス、ブルゴーニュ＝フランシュ＝コンテ地域圏、ジュラ県のコミューン。

## 地理
ポン＝デュ＝ナヴォワは、ロン＝ル＝ソーニエとポンタルリエをつなぐかつての国道471号線、現在の県道471号線途上に位置する。アン川が流れている。

## 人口統計
| 1962年 | 1968年 | 1975年 | 1982年 | 1990年 | 1999年 | 2007年 | 2014年 |
| ------ | ------ | ------ | ------ | ------ | ------ | ------ | ------ |
| 223    | 243    | 274    | 245    | 230    | 226    | 244    | 252    |

参照元:1962年から1999年までは複数コミューンに住所登録をする者の重複分を除いたもの。それ以降は当該コミューンの人口統計によるもの。1999年までEHESS/Cassini、2006年以降INSEE。